# Anna Plate
Anna Plate (* 26. August 1871 in Bremen; † 23. Juli 1941 in Löbichau) war eine deutsche Malerin. Zahlreiche Stillleben, Blumenaquarelle, Straßenbilder und Porträts zeugen von ihrem umfangreichen Schaffen.

## Biografie
Plate wurde als Tochter eines Richters in Bremen geboren.

Ihre Ausbildung zur Malerin erfolgte in mehreren Stufen. Sie studierte zunächst in Bremen bei Kunz Meyer (Meyer-Waldeck; 1859–1919) und Gottfried Hofer, danach einige Jahre in München bei Ludwig Schmid-Reutte und ab 1897 in Paris an der privaten Akademie des Bildhauers Filippo Colarossi. Im Louvre interessierte sie sich besonders für die Werke der Impressionisten Gustave Courbet (1819–1877), Édouard Manet (1832–1883) und Auguste Renoir (1841–1919). Seit 1919 war Plate Mitglied im Bremer Malerinnen Verein und nach dessen Auflösung in der GEDOK.
1925 siedelte sie nach Dresden um. Über die Gründe ist nichts bekannt. Sie war dort Mitglied des Künstlerbundes Dresden und der Kunstgenossenschaft sowie im Loschwitzer Kreis.
Ausstellungen
Von 1922 bis 1943 beteiligte sie sich an Ausstellungen im Graphischen Kabinett und in der Kunsthalle Bremen. Aus Anlass ihres 60. Geburtstages fand 1931 zu ihren Ehren eine Einzelausstellung im Graphischen Kabinett in Bremen statt.

## Werke
- Adele Wolde. Porträt, farbige Kreide, um 1910, im Focke-Museum
- Malvina Elisabeth Schütte. Porträt. Öl auf Leinwand, um 1910, im Focke-Museum
- Pfirsichstilleben. Öl auf Leinwand, um 1910
- Blumenstilleben. Öl auf Leinwand, vor 1911
- Blumenstrauß. Öl auf Leinwand, 1915
- Hinter dem Bremer Theater. Öl auf Leinwand, vor 1919
- Beschauliche Straße. (Vegesack?), Öl auf Pappe, 1921
- Vorstadthäuser. Öl auf Leinwand, um 1930, in der Kunsthalle Bremen
- Stilleben, Katerfrühstück. Öl auf Leinwand, 1936
- Straße in Vegesack. Öl auf Leinwand, 1941, Bremen, im Focke-Museum
- Stilleben mit Früchten und Flaschen. Öl auf Leinwand, o. J.
- Fleischstilleben. Öl auf Leinwand, o. J.[2]